# Közönséges nyír
A közönséges nyír vagy bibircses nyír (Betula pendula) a nyírfafélék (Betulaceae) családjába tartozó, természetes körülmények között leginkább a tajga éghajlati öv alatt honos fafaj. Főleg Európában és Ázsia egyes részein honos, ugyanakkor Európa déli részén a magasabb elhelyezkedésű területeken is megél. Elterjedési területe kiterjed Szibéria és Kína, valamint Délnyugat-Ázsia (Törökország) vidékeire, a Kaukázus térségére és Irán északi vidékére. Észak-Amerikába behurcolt faj, ott európai fehér nyír néven (angolul: European white birch) ismerik. Az Amerikai Egyesült Államok néhány államában és Kanadában invazív fajként tartják számon. Ausztrália mérsékelt éghajlatú vidékein is megtalálható.
Közepes méretű, lombhullató fafaj, magyar nevét a vesszőkön képződő bibircseiről kapta. Kérge fehér színű, helyenként feketés foltokkal, míg ágai lecsüngenek. Levelei háromszög alakú, többszörösen fűrészes szegéllyel rendelkeznek, melyek ősszel sárga színűre változnak. Barkavirágzata van, melyből a könnyű magokat beérésüket követően a szél messzire hordja. A közönséges nyír úgynevezett pionír növényfaj, ami azt jelenti, hogy egy megbolygatott talajon, vagy egy erdőtűz után az elsők között képes ismételten, vagy legelőször megtelepedni. Számos madár- és egyéb állatfaj otthona a nyírfaerdő, és a fákon számos rovar telepedik meg. A nyírfaerdők a szellős, félárnyékos mivoltukból kifolyólag gazdag aljnövényzettel és fejlett cserjeszinttel rendelkeznek. A közönséges nyírfát gyakran ültetik kertekbe, parkokba díszfaként, valamint a faipar kedvelt alapanyaga, egyebek mellett tüzelőnek, lóversenypályákon akadályok alapanyagaként, továbbá seprűnyélnek is felhasználják. Erdészeti szempontból azonban gyomfának tekintik. A nyírfa számos részét felhasználja a hagyományos természetgyógyászat, mivel a kéreg triterpént tartalmaz, aminek gyógyító hatását már régen felismerték.
A közönséges nyír Finnország nemzeti fája. Az Országos Erdészeti Egyesület által 1996 óta minden évben kiírt év fája versenyen 2001-ben a közönséges nyír nyert Magyarországon.

## Megjelenése

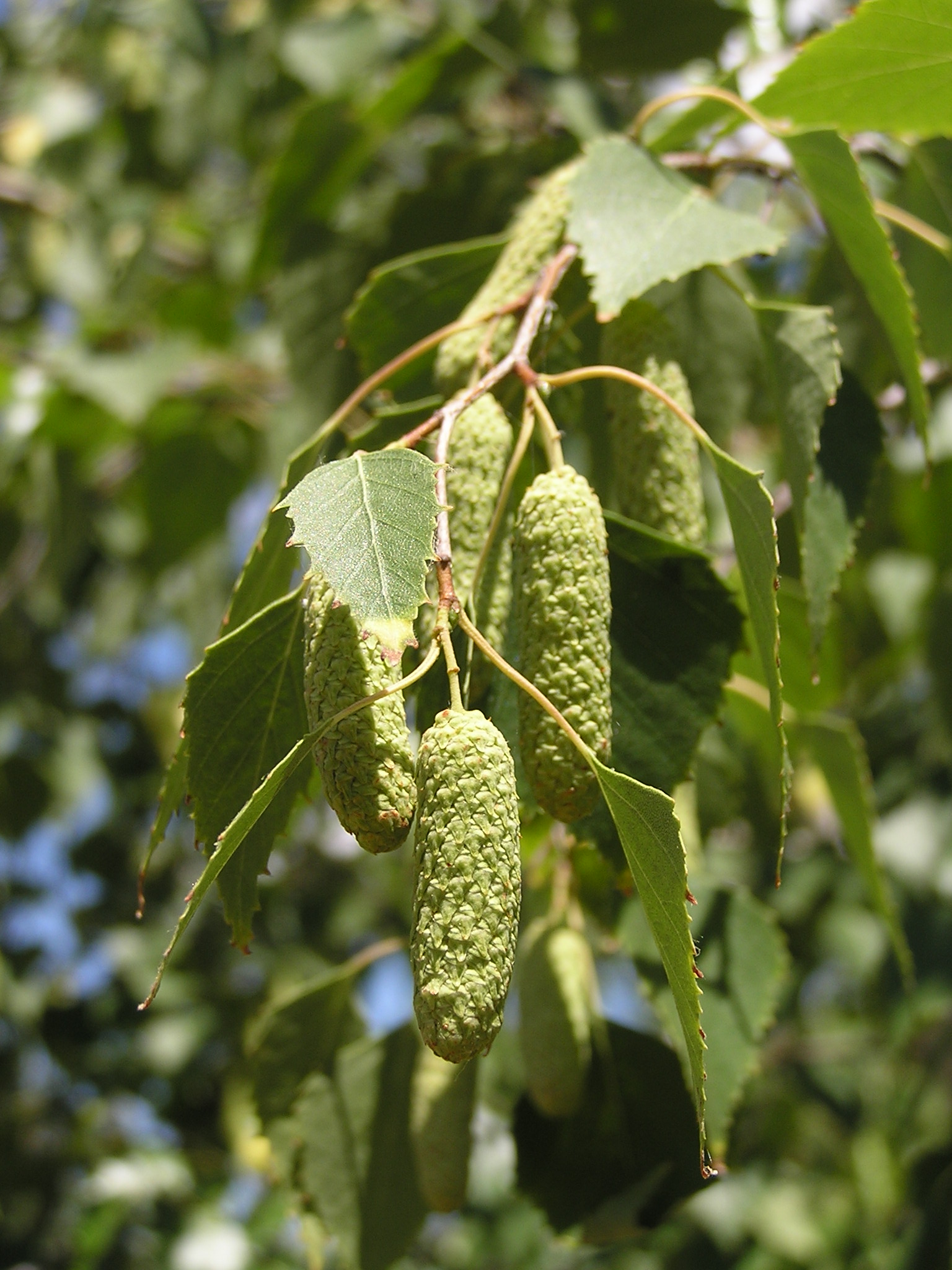
Levele és fiatal hajtása és virágzata közelről

Gyorsan növő, egylaki fa. Magassága elérheti a 15-25 métert is, míg törzsének átmérője ritkán akár 40 centiméter is lehet. Egyes egyedei elérhetik a 27 méteres magasságot is és törzsátmérőjük a 60 centimétert, ám ezek már ritkaságnak számítanak. Idős korában ágai lecsüngők. Kérge jellegzetesen fehér alapon fekete tarka. Általában csoportosan nő. Hidegebb éghajlaton egyenletesebben növekszik, melegebb helyeken lazább szövetű, és jobban károsítják a kártevők és kórokozók. Élettartama például a kocsányos tölgyhöz viszonyítva rövidnek mondható, a 100 évet megérő példányok már igen öregnek számítanak.
A legnagyobb törzskerülettel rendelkező nyírfa az Egyesült Királyságban található, melynél a törzs körmérete 5,2 méter és kora 119 év körül van. A legmagasabbként számontartott közönséges nyírfa a lengyelországi Białowieża Nemzeti Parkban található 36,4 méter magas példány. A legidősebb becsült korral rendelkező nyírfa egy Bulgáriában található 169 éves egyed.
A levelek hossza 3–7 cm, szórt állásúak, ékvállúak, rombusz, vagy háromszög alakúak, kétszeresen fűrészes szélűek, viaszmirigyek vannak rajtuk és rövid, keskeny szárral rendelkeznek. Az 1–3 éves magoncok leveleit finom szőrök borítják és széles vállal rendelkeznek. A fiatal, zsenge levelek eleinte gyantától ragadósak, de ahogyan egyre idősebbek lesznek, úgy válnak egyre simábbá és elmúlik a kezdeti ragacsosság. A levélzet színe a tavaszi halványzöldből nyárra közepesen zölddé válik, majd az őszi hónapok során sárga színt ölt.
Virágai április-májusban nyílnak, a porzósok a murvalevél hónaljában három virágú álernyőt alkotnak, a termős virágok barkák, a rövid hajtások csúcsán nőnek. A nyírfák 8-15 éves koruktól kezdve hoznak virágokat.
Termései szárnyas makkok. A terméságazatában a murvapikkelyek tövében három-három makkocska helyezkedik el. A közönséges nyír kétivarú növény, tehát mind a hím, mind a termő virágokat tartalmazó barkák is megtalálhatóak ugyanazon növényen. Az éretlen hímivarú barkák már télen, a nőivarú barkavirágzatok csak tavasszal a levélbomlást követően jelennek meg. Beporzását a szél végzi el. A nőivarú virágzatok a nyár közepére érnek be és ekkor kezdi meg a porzós hímivarú virágzat a pollenek kibocsátását. A kicsiny, mindössze 1–2 mm méretű, szárnyas magvak a nyár végétől kezdve kelnek útra a szelek szárnyán, kiválva az érett, csüngő barkákból, melyek 2–4 cm hosszúak és mintegy 7 mm szélesek.
Az érett magvak a barkavirágzat szétesésével kelnek útra. A megfelelő körülmények hozzájárulnak e fák magjainak gyors csírázásához, amely akár ősszel is bekövetkezhet, de inkább a következő tavasszal szokott megtörténni. Kedvező vízháztartású és talajú területeken a második évük végén már elérhetik az 1,5-1,8 méteres magasságot is. A legintenzívebb növekedési ütemet kedvező körülmények esetén a 8. és a 15. életévük, kedvezőtlenebb helyeken a 20. életévük körül produkálják. Ebben az időszakban évi 60–80 cm-t is nőhetnek. A fák 40-50 éves korára a növekedési ütem jelentősebb mértékben visszaesik. Kivágott tuskóról a fiatal egyedek képesek újra kihajtani, míg gyökérről csak nagyon ritkán tud újra kisarjadni. Viszonylagos igénytelensége miatt fontos szerepet játszik a bányászat után visszamaradó meddőhányók biológiai rekultivációjában.
A nyírfa fiatal hajtásai eleinte aranybarnák, majd ezek később fehéres kérget növesztenek, amelyet a lehámló, elhaló kéregdarabok kölcsönöznek a fának. Ezt a kéregváltozást egy triterpén-féleség okozza: a betulin. A fiatal hajtásokon viaszbevonat található, mely később megszilárdul, gyakran fehéres gyantaszemölcsök is tarkítják őket. Az idősebb kéreg nagyobb darabokban hámlik le a fáról, ám ettől függetlenül a kéreg viszonylag sima felületű marad még a fa idősebb korában is. Ugyanakkor az idős fákon már fekete, mélyen barázdált részek is megjelennek a kérgen.
A közönséges nyírt könnyű összetéveszteni a molyhos nyírrel (Betula pubescens). A molyhos nyír levélzete és fiatal hajtásai, sarjai finom szőrzettel borított, míg a közönséges nyírfákról mindezen szőrök még a legfiatalabb hajtásokról és sarjakról is hiányoznak. A két fafaj bár genetikailag eltér egymástól, azonban ettől függetlenül képes hibrideket alkotni egymással.
Nem érzékeny a hideg éghajlatra és a szárazságot is viszonylag jól bírja, ám csapadékhiányosabb időszakokban növekedése jelentősen lelassul. A magas talajvízszint kedvező e fafaj növekedése szempontjából. A talajokban nem válogat, ám, ha annak pH értéke meghaladja a 8-at, akkor kevésbé növekedik az ott élő növény. Azokon a területeken, ahol a talaj vastagsága nem éri el a 20 cm-t, ott csak törpe, fának nem nevezhető állományai tudnak kialakulni.

## Előfordulása

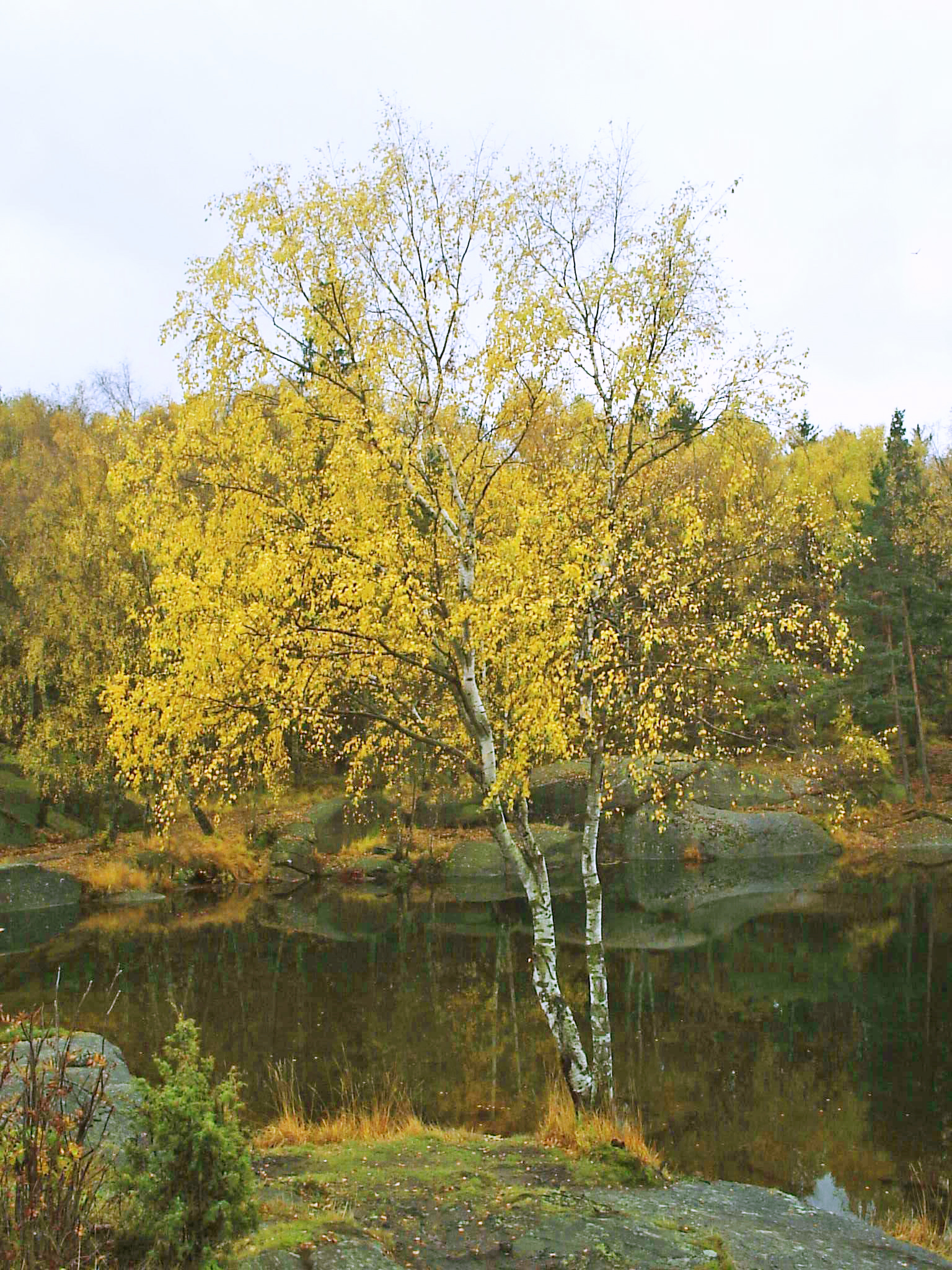
Kedveli a magas talajvízszintet és a talajokban sem válogat

Gyakori növény. Erdőszéleken, lombos erdőkben, elhagyott területeken, mocsarakban él. Majdnem egész Európában, Szibériában és Kis-Ázsiában elterjedt. Élőhelye Nyugat-Európától kezdve, kelet felé Kazahsztán, Jakutföld, valamint Szibéria más részei, továbbá Mongólia és Kína Hszincsiang-Ujgur Autonóm Területéig húzódik. Dél felé az elterjedési terület kiterjedése érinti a Kaukázust, valamint Irán és Irak északi részét, illetve Törökország területét. Skandináviában a 65. szélességi foknál húzódik elterjedési területének északi határvonala. Mindezektől némileg elszigetelve egy csoportja Marokkó egyes részein is megél, valamint a világ számos részén telepített fafajként meghonosították.
Életterének déli részein főleg a hegyvidéki régiókban talál otthonra. Könnyű magjai messzire sodródhatnak a szelek szárnyán, és mivel pionír növényfaj, ezért hamar megtelepedik a frissen bolygatott, vagy erdőtüzek után keletkező üres területeken. Növekedéséhez sok világosságra és száraz, savas talajokra van szüksége, fenyéreken, hegyoldalakon, illetve sziklás területekhez ragaszkodik leginkább. A levegőszennyezésnek ellenálló fafaj, ezért ipari területeken, nagyvárosokban és forgalmas utak mentén is telepíthető.
Behurcolták Észak-Amerikába, ahol angol neve a European white birch, amely európai fehér nyírt jelent, utalva a faj kérgének jellegzetes színére. Az Amerikai Egyesült Államok több tagállamában is inváziós fajként tartják számon, úgy, mint: Kentuckyban, Marylandben, Washington államban, illetve Wisconsinban is. Kanadában egyes területeken elvadult állományai miatt szintén invazív fafajként tartják számon.
Magyarországon az Alföld kötött, szárazabb, meszes talajú vidékeit kivéve mindenhol előfordul. A Nyírségben ritka, azonban Belső-Somogyban gyakori. A síkvidéki területeken a homoki tölgyesek és a lápterületek kísérő fafaja. A magasabb területeken a mészkerülő lombos erdők egyik jellemző fája. Az összezáródó, sűrű erdőségeket nem kedveli, mivel rendkívül nagy fényigénnyel rendelkezik. Az emberi behatások, például a legeltetések kedveznek a nyírfák terjedésének. A bükk- és tölgyerdőkben előfordulhat, hogy az irtásokon tömegesen jelenik meg, ám a tengerszint emelkedésével állományának egyedsűrűsége fokozatosan ritkul. A Kárpát-medencében átlagosan az 1140 méteres tengerszint feletti magasságig találja meg életterét, ám a Déli-Kárpátok területén a Retyezát-hegységben egyes egyedei 1825 méteres magasságban élnek.

## Alfajai

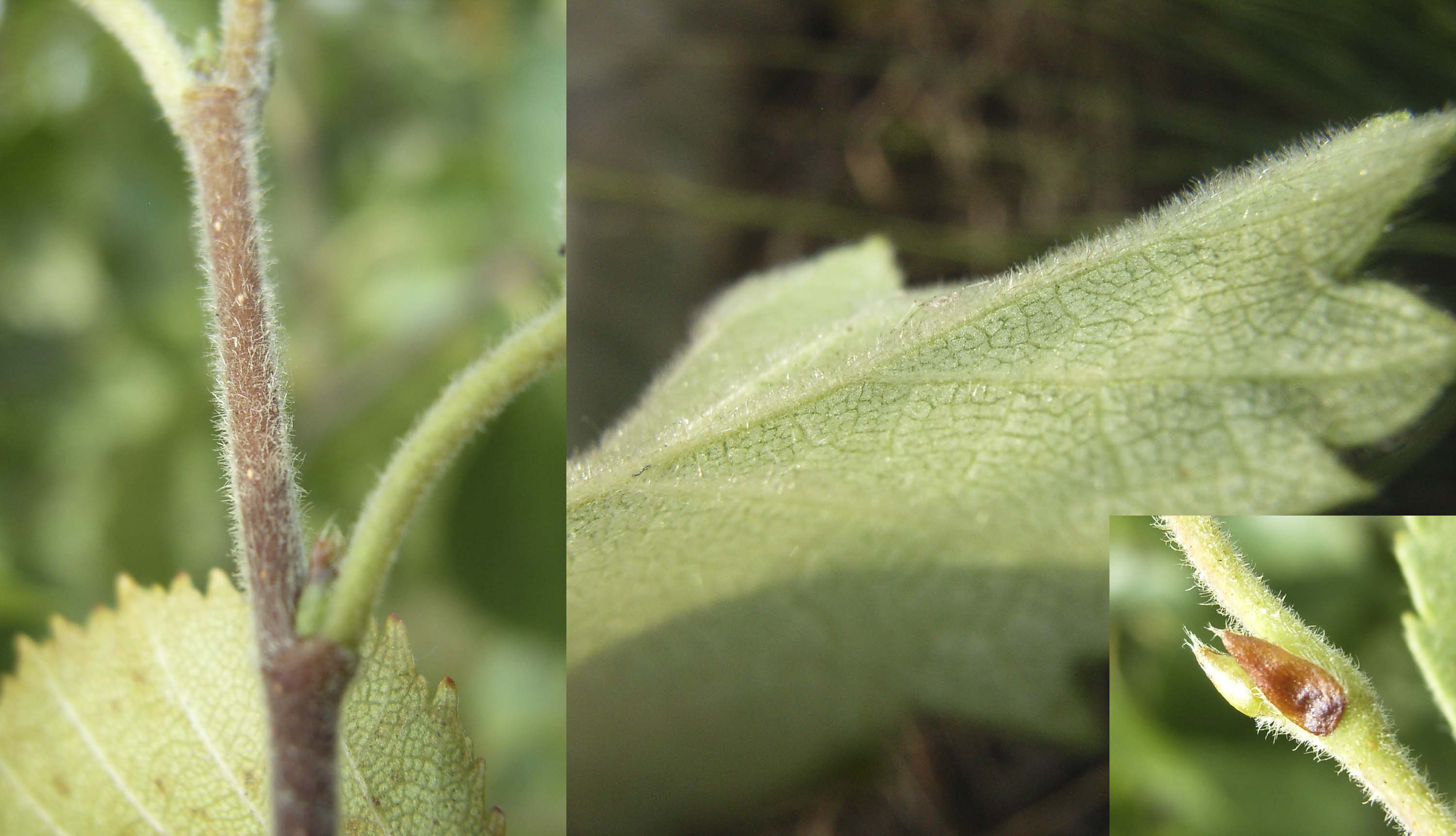
A képen látható molyhos nyírtől egyebek mellett levelein, illetve hajtásain a szőrzet hiánya különbözteti meg

A közönséges nyírnek hivatalosan három alfaját ismerik el:
- Betula pendula subsp. pendula, amely Európától Közép-Ázsiáig honos.
- Betula pendula subsp. mandshurica (Regel) Ashburner & McAll., amely Kelet-Ázsiában honos és Észak-Amerika nyugati részén terjedt el. Néhány botanikus önálló fajként írja le Betula platyphylla, más néven japán nyír néven.[17]
- Betula pendula subsp. szechuanica (C.K.Schneid.) Ashburner & McAll., amely Kína nyugati részén, Csinghaj és Kanszu tartományoktól kezdve, egészen Jünnan tartományig, míg délnyugaton a Tibeti Autonóm Területig található meg.[18][19]

A közönséges nyír (B. pendula) könnyedén megkülönböztethető a másik, Európában igen elterjedt molyhos nyírtől (B. pubescens), mivel a közönséges nyír hajtásait nem borítja finom szőrzet, illetve gyantaszemölcsök találhatóak rajta, míg a molyhos nyír hajtásait szőrök borítják és nincsenek gyantaszemölcsei. Ezen kívül a közönséges nyírfák levelei ékvállúak, rombusz alakúak, kétszeresen fűrészes szélűek, ugyanakkor a molyhos nyír levelei inkább tojásdad alakúak, illetve kevésbé fűrészes szélűek. Ezen kívül a sejtbiológia terén is eltér egymástól a két faj, mivel a közönséges nyír diploid, azaz sejtjei kettős kromoszómakészlettel rendelkeznek, míg a molyhos nyír sejtjei tetraploidok. A két nyírfafaj kereszteződéséből létrejövő hibridek sejtjei triploidok és egyúttal terméketlenek. Élőhelyigényüket tekintve is eltérnek egymástól, mivel a közönséges nyír inkább a száraz, homokos talajokat részesíti előnyben, míg a molyhos nyír a nedves, rossz vízelvezető képességű talajokon ereszt gyökeret, például agyagtalajokon, illetőleg lápok területén. A közönséges nyír ezen kívül magasabb hőösszeget igényel, mint a molyhos nyír, amelynek élőhelye inkább a kontinens hűvösebb, északi részein található. Számos észak-amerikai tanulmány kezeli e két fajt fajtatársként, illetve helytelenül white birch néven hivatkoznak rájuk, amelyek keveredésekhez és félreértésekhez vezetnek. Az európai források azonban minden esetben két különálló fajként tekintenek e két nyírfafajra.
A közönséges nyír alfajai képesek egymással termékeny hibrideket alkotni, sőt a szülőfajokkal is képes visszakereszteződni, ez az úgy nevezett introgresszió.
A B. pendula bizonyos változatait a legújabb értelmezések már nem tartják külön számon, úgy, mint a B. pendula var. carelica, fontqueri, laciniata, lapponica, meridionalis, microlepis, illetve parvibracteata változatot, továbbá a B. pendula f. bircalensis, crispa, illetve palmeri alakját sem tekintik elkülönítendőnek. További szinonimák például: 
- Az elutasított Betula alba néven L. használják még B. pendula néven, valamint a B. pubescens fajainál[21]
- Betula brachylepis V.N.Vassil.
- Betula cajanderi f. fruticans Kozhevn.
- Betula carpatica var. sudetica Rchb.
- Betula coriacea Pamp.
- Betula cycoviensis Steud.
- Betula ellipticifolia V.N.Vassil.
- Betula etnensis Raf., időnként B. aetnensis néven.[22]
- Betula ferganensis V.N.Vassil.
- Betula gummifera Bertol.
- Betula hybrida Blom
- Betula insularis V.N.Vassil.
- Betula kossogolica V.N.Vassil.
- Betula lobulata Kit.
- Betula ludmilae V.N.Vassil.
- Betula mongolica V.N.Vassil.
- Betula montana V.N.Vassil.
- Betula oycowiensis Besser, időnként B. oycoviensis néven,[23]
- Betula palmata Borkh.
- Betula platyphylloides V.N.Vassil.
- Betula pseudopendula V.N.Vassil.
- Betula szaferi Jent.-Szaf. ex Staszk.
- Betula talassica Poljakov
- Betula tiulinae V.N.Vassil.
- Betula transbaicalensis V.N.Vassil.
- Betula tristis Dippel
- Betula verrucosa Ehrh.
- Betula virgultosa Fr. ex Regel
- Betula vladimirii V.N.Vassil.

## Ökológiája

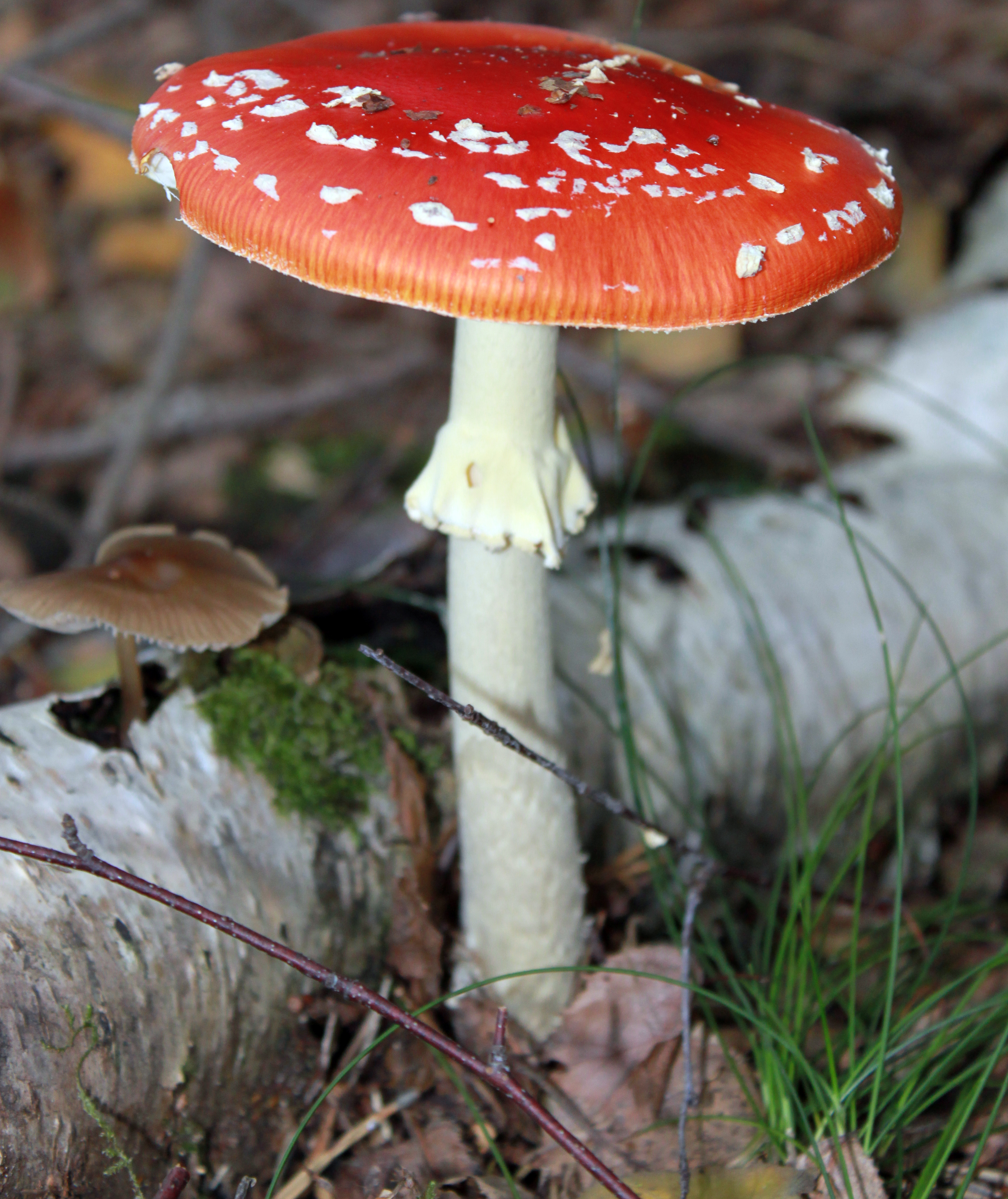
A légyölő galóca (Amanita muscarita) gyakran választja nyírfák társaságát

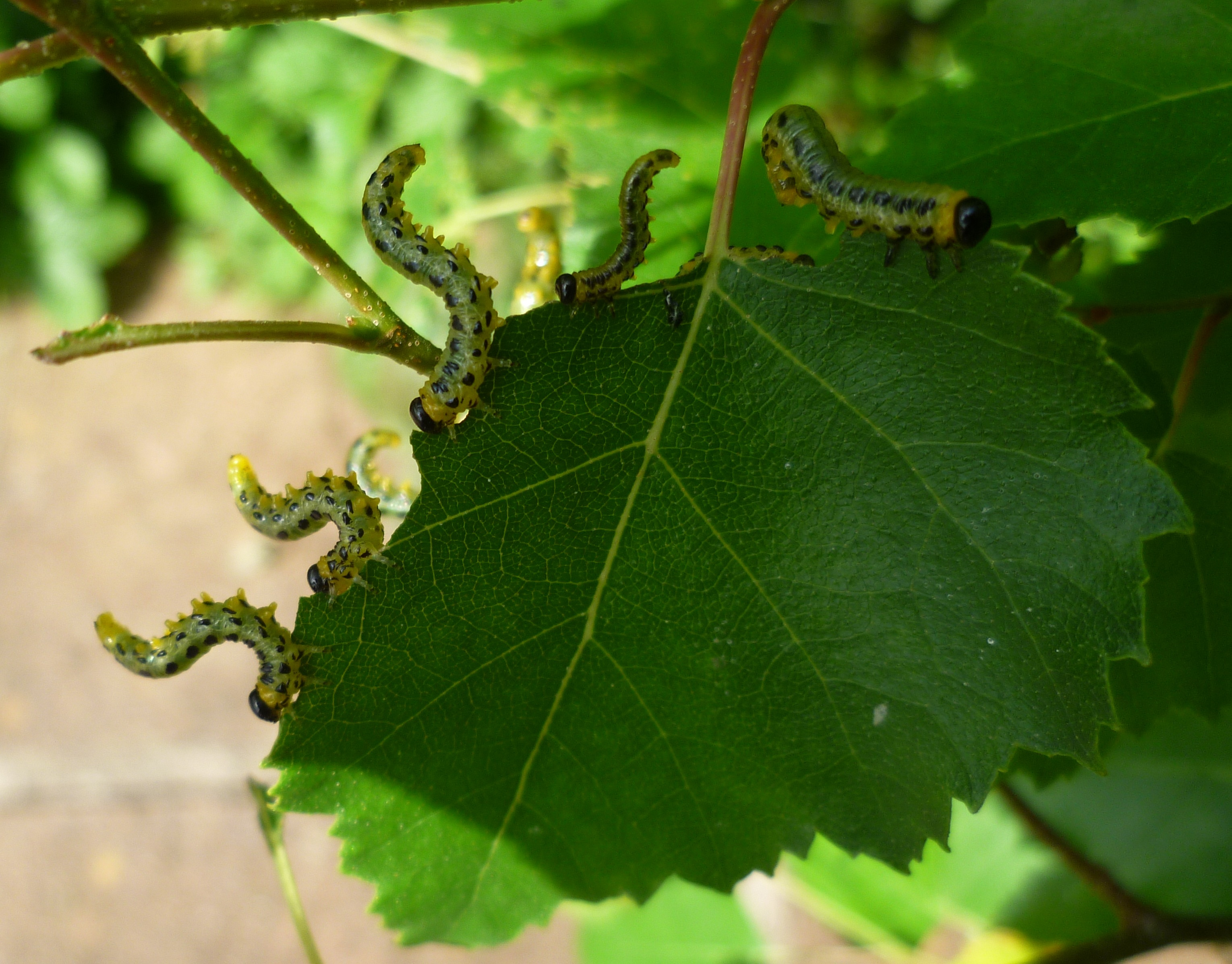
Lapátos nyír-levéldarázs hernyói egy nyírfa levelén

A közönséges nyír lombkoronája szellős, nagy mennyiségű fényt enged eljutni a talajszintig, ennek következtében mohák, fűfélék és virágos növények egész sorának ad otthont, amely a rovarokat is erre az élőhelyre csábítja. A nyírfaligetekben megbújó virágos növények közé tartozik például a szártalan kankalin (Primula vulgaris), a nagyvirágú ibolya (Viola riviniana), az angol kékcsengő (Hyacinthoides non-scripta), a berki szellőrózsa (Anemone nemorosa), az erdei madársóska (Oxalis acetosella). A fás szárú cserjék közül a fekete áfonya (Vaccinium myrtillus), a a vörös áfonya (Vaccinium vitis-idaea). Az itt élőhelyet találó madarak közé tartozik például az erdei pinty (Fringilla coelebs), az erdei pityer (Anthus trivialis), a fitiszfüzike (Phylloscopus trochilus), a fülemüle (Luscinia megarhynchos), az erdei szalonka (Scolopax rusticola), a vörösbegy (Erithacus rubecula), a zsezse (Acanthis flammea), illetve a zöld küllő (Picus viridis).
Ezen a fán gyakran megtelepedik a Mikorrhiza fajok közé sorolható légyölő galóca (Amanita muscaria), amellyel szimbiózisba lép. Különösen a tápanyagban szegény talajokon alakul ki ez a kapcsolat a nyírfák és a galócák között. A mikorhizza fajok közé tartozó barna érdestinóru (Leccinum scabrum) és a sárga rókagomba (Cantharellus cibarius) szintén gyakran választja tápanyagokban szegény talajokon a közönséges nyírfák társaságát. Erre a fáknak azért van szükségük, hogy a gombák által felszívott tápanyagokból táplálkozva könnyebbé tegyék maguk számára a növekedést a gyenge minőségű talajokon is.

### Kártevői, betegségei

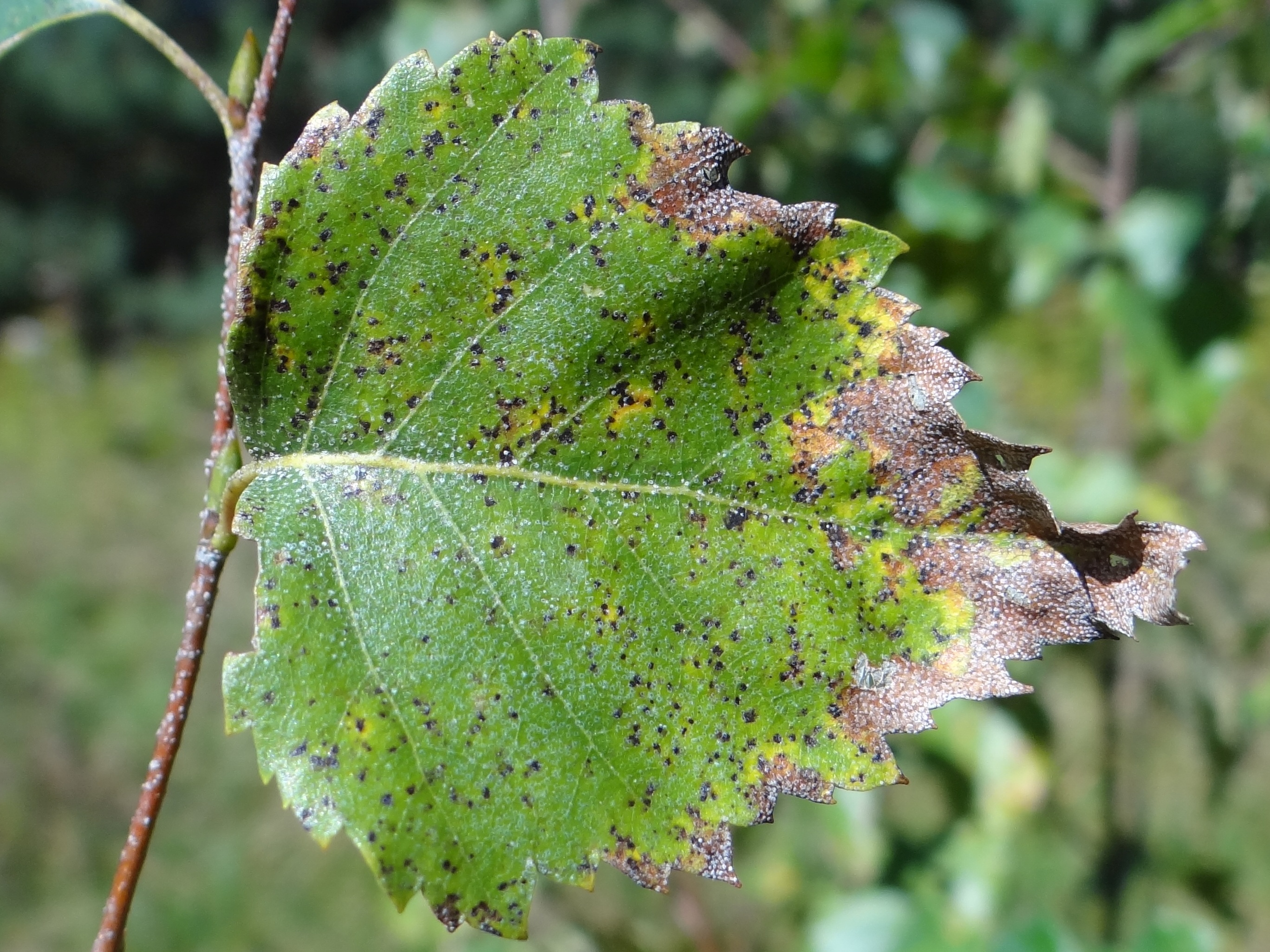
A levélbarnulás (Marssonina betulae) tüneteit produkáló levélzet

A közönséges nyírfák ágait időnként megtámadja a Taphrina betulina nevű gombafaj, amely erőteljes hajtásnövekedést és hajtásdeformációt okoz ennél a fafajnál, amit boszorkányseprűnek nevez a népnyelv. Az idős fákat leggyakrabban a nyírfatapló (Piptoporus betulinus) támadja meg és a lehullott ágak igen rövid időn belül elkorhadnak az erdő talaján.
Számos molylepke és egyéb lepkefaj lárvái táplálkoznak a nyírfák leveleivel, illetve egyéb részeivel. Leveleit többek között a gyapjaslepke (Lymantria dispar), a kis téliaraszoló (Operophtera brumata), a nagy téliaraszoló (Erannis defoliaria), a tollascsápú araszoló (Colotis pennaria), a szürke pettyesaraszoló (Biston betularius), a gyászlepke (Nymphalis antiopa), a csipkés sarlósszövő (Drepana lacertinaria), illetve a tarkaszövő (Endromis versicolora) fogyasztja. Ezen kívül több mint 30 aknázómoly faj fordulhat elő nyírfákon. Ezek közül kettő, a nyíraknázó törpemoly (Stigmella betulicola) és a szőrösnyír-sátorosmoly (Phyllonorycter cavella), vagy másik nevén (Lithocolletis cavella) kizárólag a nyírfákon fordul elő. Az aknázómolyok közül még előfordul a nyíraknázó ősmoly (Eriocrania sparmanella) is. A szivarsodró eszelény (Byctiscus betulae) a nyírfák leveleit felsodorja hosszúkás alakban, majd ebbe rakja petéit. A sodrott levelek belsejét a sodrás megpuhítja, így a kikelő hernyók könnyebben elfogyaszthatják azt. Az araszolólepkék közé tartozó Oporinia autumnata hernyói is szívesen fogyasztják a nyírfák leveleit. Akár tarrágást is okozhat ezen kártevő. A nyírfák a leveleik fenoltartalmának megemelésével reagálnak a hernyók okozta pusztításra és még évekkel később is magasabb fenoltartalmú a levelük, mint azoknak a fáknak, amelyeket nem bántottak korábban e faj hernyói. Hangyabolyok közvetlen közelében a nyírfák leveleinek fenoltartalma alacsonyabb, mivel a hangyák rendszeresen végigjárják a környezetükben álló fák ágait és elpusztítják a nem odaillő fajokat.
Németországban egy kutatás során a közönséges nyír és a molyhos nyír állományain közel 500 rovarfajt, 106 bogárfajt, 105 lepkefajt, továbbá 133 olyan rovarfajt fedeztek fel, amelyek kizárólag a nyírfákon és azokból élnek. A telepített nyírfákat megtámadhatja egy lomkoronát elpusztító növénybetegség, a Melanconium betulinum. Ennek következtében a fertőzött, főleg telepített fák elpusztulnak. A vadon szaporodó fák jóval ellenállóbbak ezzel a megbetegedéssel szemben. Az 1990-es és a 2000-es években a betegség a telepített nyírfaerdőket súlyosan érintette Skócia területén. Az Amerikai Egyesült Államokban a természetes ellenséggel nem rendelkező bronz nyírfúró támadta meg a nyírfák állományait.
Magyarországon a Betula nemről több mint 300 herbivor rovart jegyeztek fel a kutatók. Ezzel a harmadik legtöbb, a fához köthető életmóddal rendelkező rovart tudhatja magáénak. A legtöbbet egyébként a tölgyfák (körülbelül 650 faj) és a fűzfák (körülbelül 460 faj) tudnak felmutatni.
A levéldarázs-alkatúak közé tartozó, a Brit-szigeteken főleg Anglia, Wales és Skócia területén élő lapátos nyír-levéldarázs Craesus septentrionalis hernyói, egyebek mellett a nyírfák leveleivel is táplálkoznak. A Croesus latipes szintén a nyírfák levelein élősködik. Magyarországon a levéldarázs-alkatúak között a Hemichroa crocea, a nyírfa levéldarázs (Cimbex femoratus), a nyír aknászdarázs (Messa nana) támadják meg a közönséges nyír levélzetét.
A gubacsszúnyog fajok közé tartozó öt faj fogyasztja a nyírfák leveleit. Többek között a Semudobia betulae is közéjük tartozik. A nyírfa kéregaszú (Scolytus ratzeburgi) a nyírfák törzsébe fúrja függőlegesen 15-20 centiméteres anyajáratát.
Az ágrák (Nectria ditissima) és a Nectria galligena a fák ágain és törzsein megjelenő, évelő, rákosódó seb. A nyírfák nektriás rákját mindkettő faj okozhatja. A levélbarnulás (Marssonina betula) Németországban fordul elő. Szabálytalan alakú, sötétbarna, sugaras foltokat okoz a fák levelein. A lisztharmat (Phyllactinia guttat) nyár végén támadja meg a fákat, főleg az alsó ágakon lévő leveleket. A levelek fonákján laza lisztharmat-bevonat képződik. Magyarországon ugyan nem ritka, ám csak a növekedési időszak kései időpontjában jelenik meg, ezért pusztítása nem számottevő. Előfordul még a Cseresznye levélsodródás vírus, a levélfoltosság (Discula betulin), a levélrozsda (Melampsoridium betulinum), valamint a hajtás- és ágelhalást okozó Myxosporium devastan is. Az Armillaria mellea a nyírfák gyökérzetét támadja meg. A Piptoporus betulinus (nyírtapló) és a Fomes fomentariu (bükktapló), valamint az Inonotus obliquu és a Chondrostereum purpureu a törzs sérülésein keresztül jut be a fa szövetei közé.

## Veszélyeztetettsége
A közönséges nyír (Betula pendula) a Természetvédelmi Világszövetség Vörös Listáján a nem veszélyeztetett fajok közé tartozik. Bár a Betula oycowiensis korábban szerepelt a Vörös Listán, mint sérülékeny faj, napjainkban ezen egyedeket már a B. pendula subsp. pendula alfajhoz sorolják. A B. szaferi korábban a Vörös Listán, mint kihalt faj szerepelt, napjainkban a B. pendula egyik alakjaként tartják számon, melynek egyedei egy mutáns génváltozat miatt csekély növekedéssel, viszont jelentős magképződéssel bírnak.

## Felhasználása

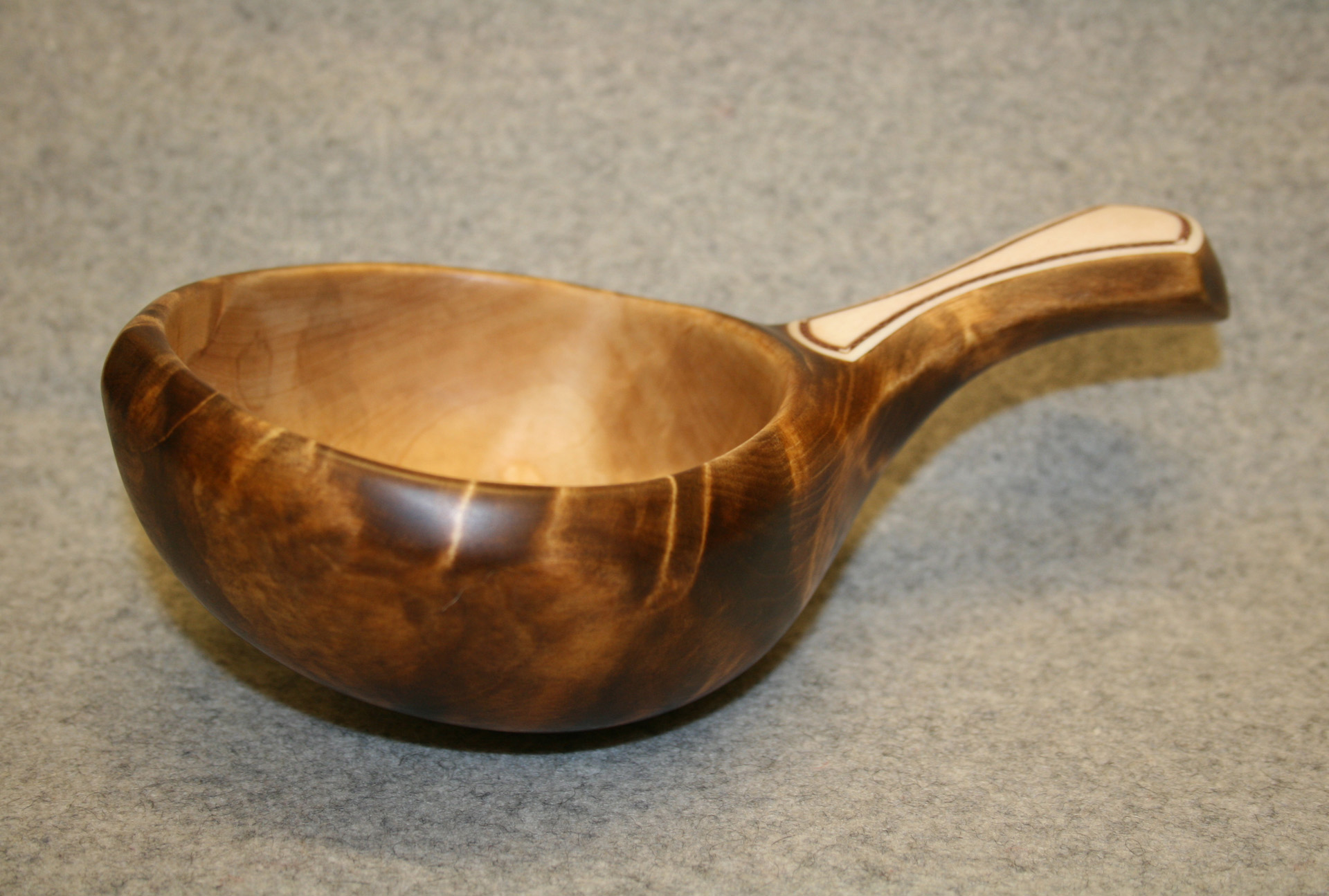
Egy hagyományos guksi

Faanyaga a keményfák közé tartozik, mechanikai tulajdonságai a tölgyhöz hasonlóak, de annál kevésbé tartós. Könnyen ég, szép hamut ad. Általában szaunák fűtésére ezt a fát használják. Kérgét papírpótlóként, tetőfedésre, kenuépítésre is használták. Nagy éhínség idején emberek is fogyasztották. Erről ír például a híres finn író, Mika Waltari Mikael c. regényének legelején. Több díszfaként árult, nemesített fajtája van, pl. „Dalecarlica”, „Bíbor”, „Youngii”.
Fájának szövete finom, szórt likacsú, színe világossárga-fehér, időnként vöröses átmenettel. Lemezipari termékek alapanyagaként idompréselt széküléseket, sportszereket, ládákat, konténereket, autóbuszpadlókat, esetenként csöveket, parkettát gyártanak belőle. A bútoripar tömörfa bútorlapként, bútorlécként, parkettfrízként, illetve kefetestek, faszegek, különböző háztartási eszközök, illetve fatömegcikkek alapanyagaként hasznosítja. Különböző dobozokat, tálakat és dísztárgyakat is készíthetnek nyírfa alapanyagból. Sport- és hangszerek, például gitárok készítéséhez is alkalmazzák fáját. A papírgyártás egyik nagyon fontos alapanyaga. Fájából az erdőkémiai üzemek ecetsavat, faszenet és metil-alkoholt is gyártanak. Európa északi részén a nyírfakérget a betonba is belekeverik, mivel növeli az anyag fagyállóságát és rugalmasságát. Fűtőértéke kiváló, az egyik legjobb minőségű kandallófa. A korszerű bútorgyártás egyik legfontosabb alapanyaga az európai kontinensen.
Skandináviában a finn és a számi emberek régen nyírfából kifaragott, kivájt csészéket készítettek. Ezeknek a hagyományosan elkészített csészéknek, bögréknek a helyi neve a finnül kuksa, számi nyelven guksi.

## Gyógyhatása
Leveleit június-július folyamán gyűjtik. A levél flavonoidokat (kvercetin-glikozidokat), nyomokban illóolajat (szeszkviterpén-peroxidokat, triterpén-származékokat), káliumsókat és aszkorbinsavat tartalmaz. A nyírfa kérge pentaciklusos triterpénsavakat tartalmaz. A betulin képlete: C17 CH²OH.
A nyírfalevél teája kiváló vizelethajtó, vértisztító és gyulladáscsökkentő, de ismert görcsoldó és fertőtlenítő hatása is. Alkalmazzák enyhébb fertőzéses húgyúti megbetegedésekben, vesekő és vesehomok kialakulásának megelőzésére, reuma ellen. A népi gyógyászatban a fiatal fák nedvét vizelethajtásra használták.
A fák nedvének megcsapolását a Nyírségben és Székelyföldön végezték jövedelemszerzési céllal, ezt viricselésnek nevezik. A fák nedvét vagy frissen fogyasztották, vagy ecetet, bort, sört készítettek belőle. A nyírfák nedvét tavasszal csapolták meg, amikor a fák szöveteiben már megindult a nedvességszállítás.
Hajszesz is készül a felhasználásával.

## Képgaléria

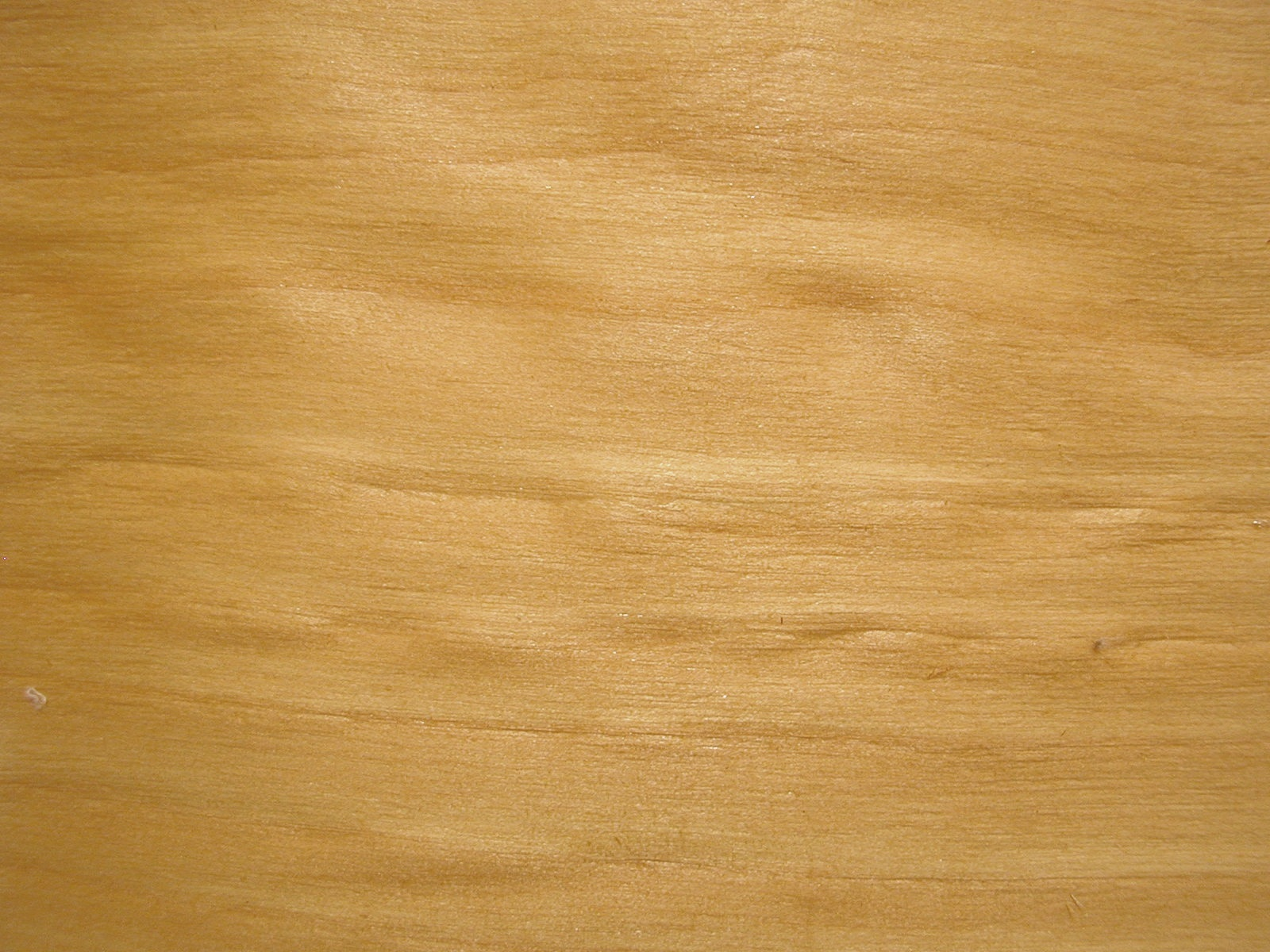
Fája
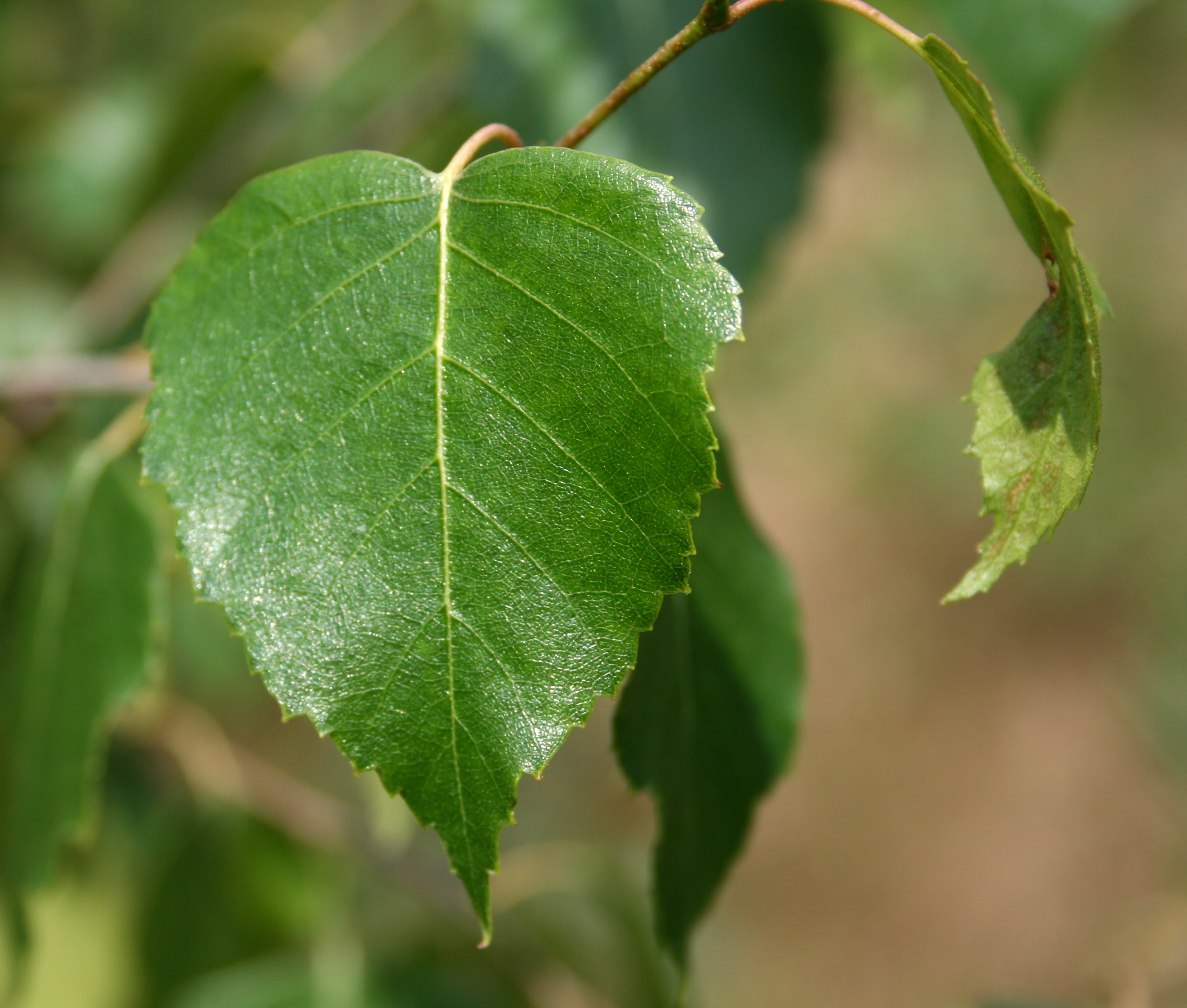
Levele
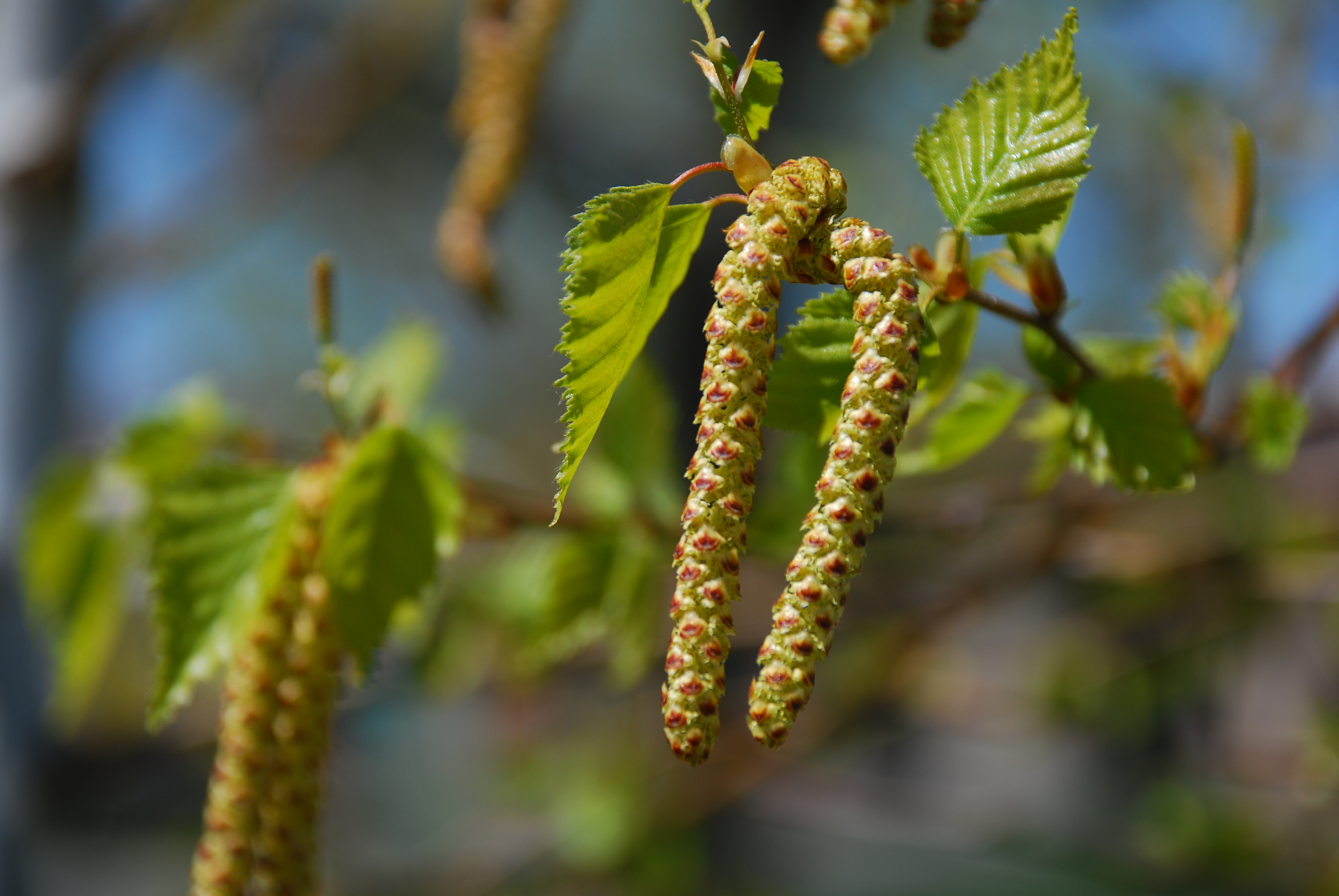
Barkája
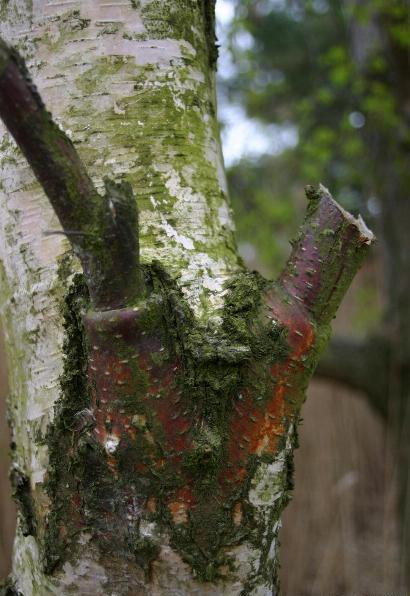
Törzse, kérge
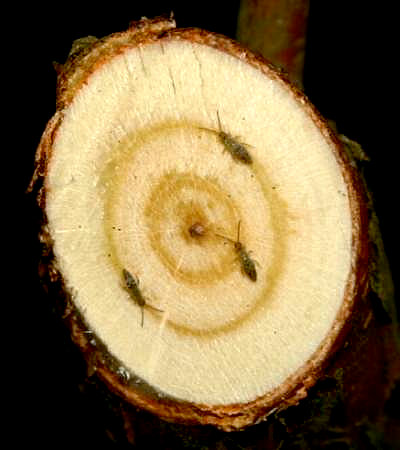
Ágának metszete
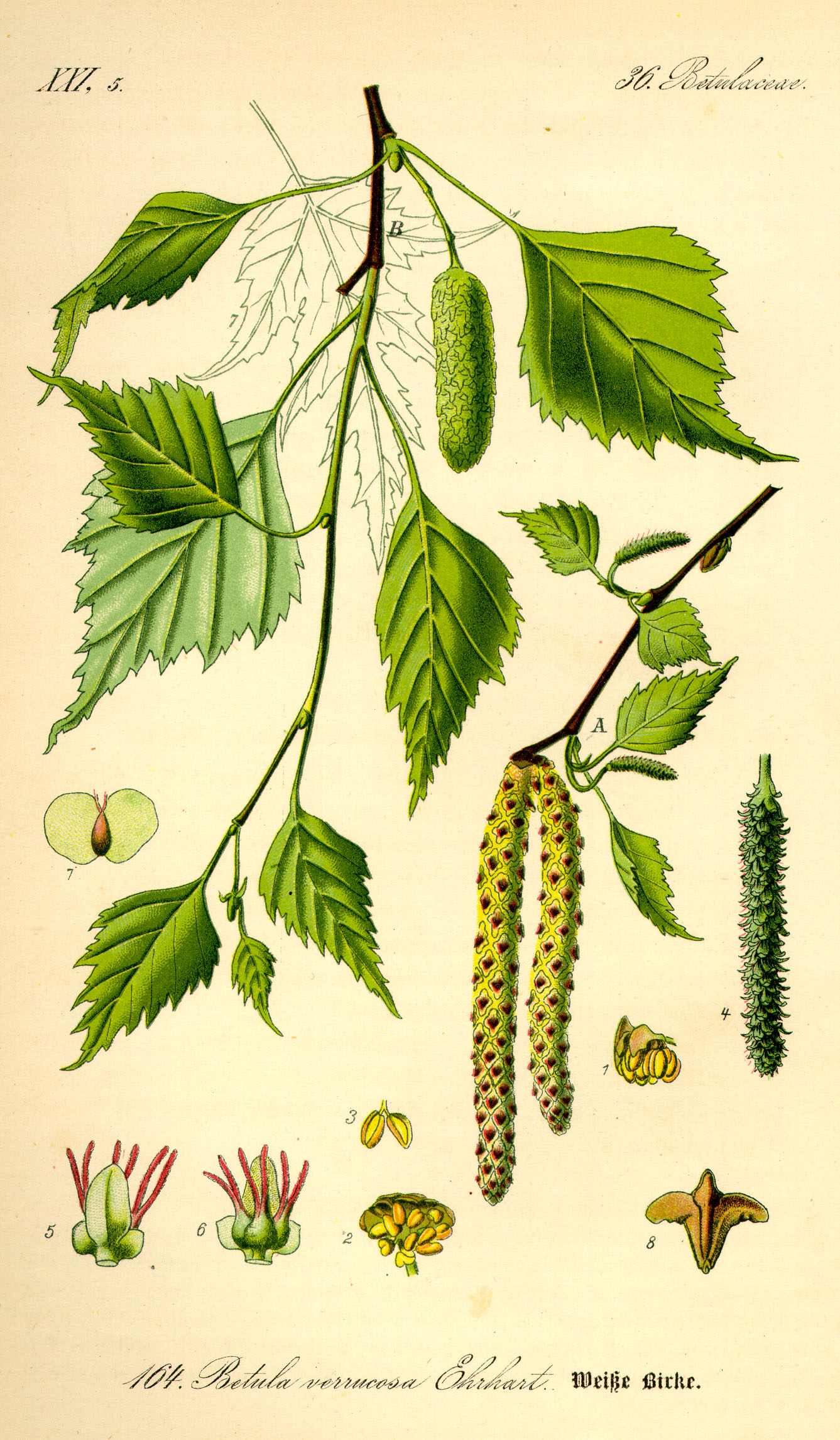
Illusztráció